# Holger Bech Nielsen

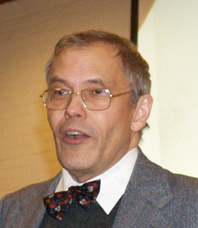
Holger Bech Nielsen (2007)

Holger Bech Nielsen (25 augustus 1941) is een Deens theoretisch natuurkundige en een van de grondleggers van de snaartheorie. Hij is verbonden aan het Niels Bohr-instituut, en hoogleraar aan de Universiteit van Kopenhagen.
Nielsen heeft veel bijgedragen aan de natuurkunde van de elementaire deeltjes, met name de snaartheorie. Hij ontwikkelde eind jaren 60
onafhankelijk van Yoichiro Nambu en Leonard Susskind het idee van de snaartheorie door te stellen dat het Veneziano model eigenlijk een theorie is van interacties van snaren.
In Denemarken is hij een bekend popularisator van natuurkunde en in het bijzonder van de snaartheorie en elementaire deeltjes fysica. Nielsen kwam in 2008 in het nieuws met een theorie over de invloed van de toekomst op het functioneren van de Large Hadron Collider. De problemen met de LHC zouden volgens die theorie mogelijk daaraan toegeschreven kunnen worden.
Hij ontving in 2001 de prestigieuze Duitse Humboldt-prijs voor zijn wetenschappelijk onderzoek. Verschillende natuurkundige concepten zijn naar hem vernoemd, zoals de Nielsen-Olesen Vortex en de Nielsen-Ninomiya no-go-stelling.